# Hansehafen Magdeburg

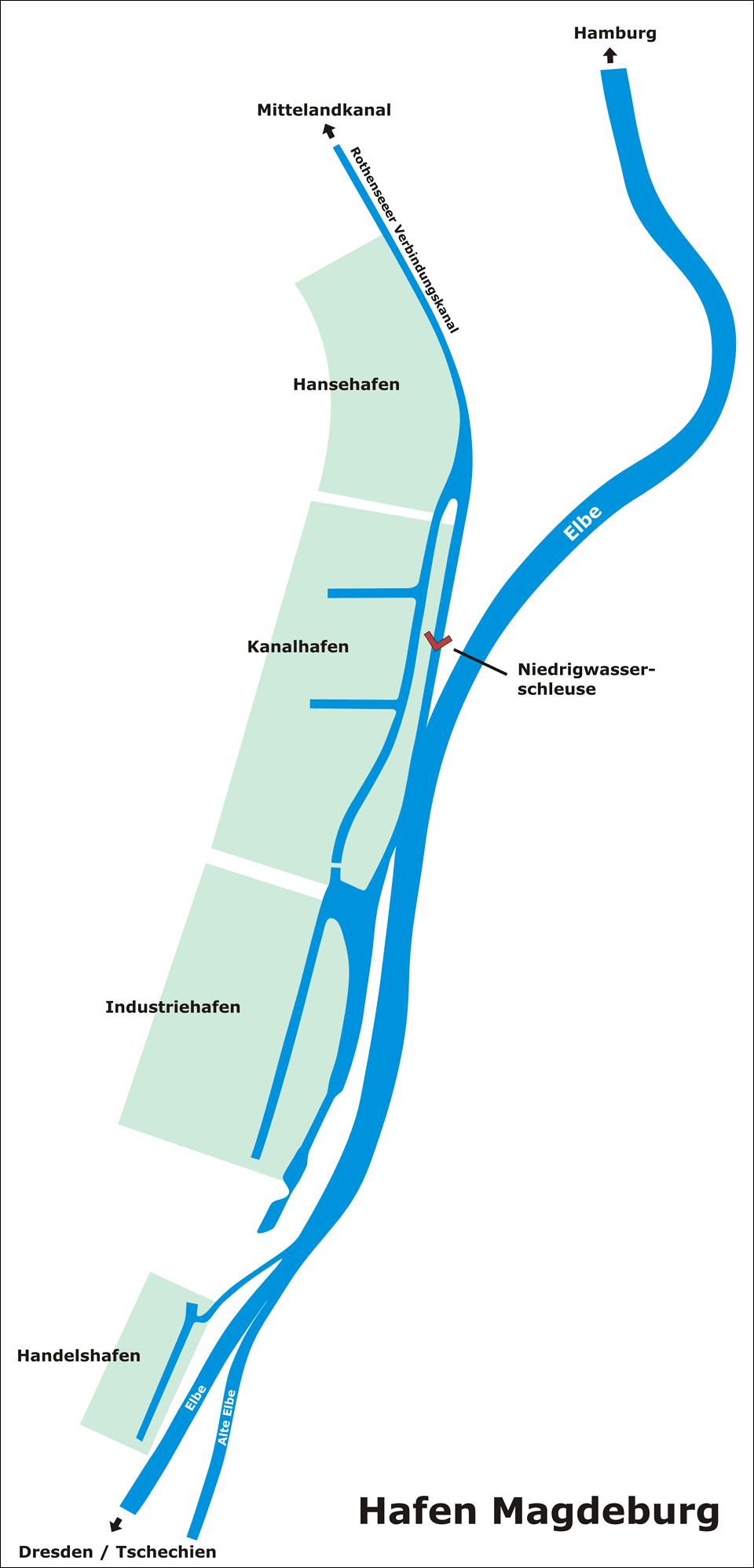
Ganz im Norden: der Hansehafen

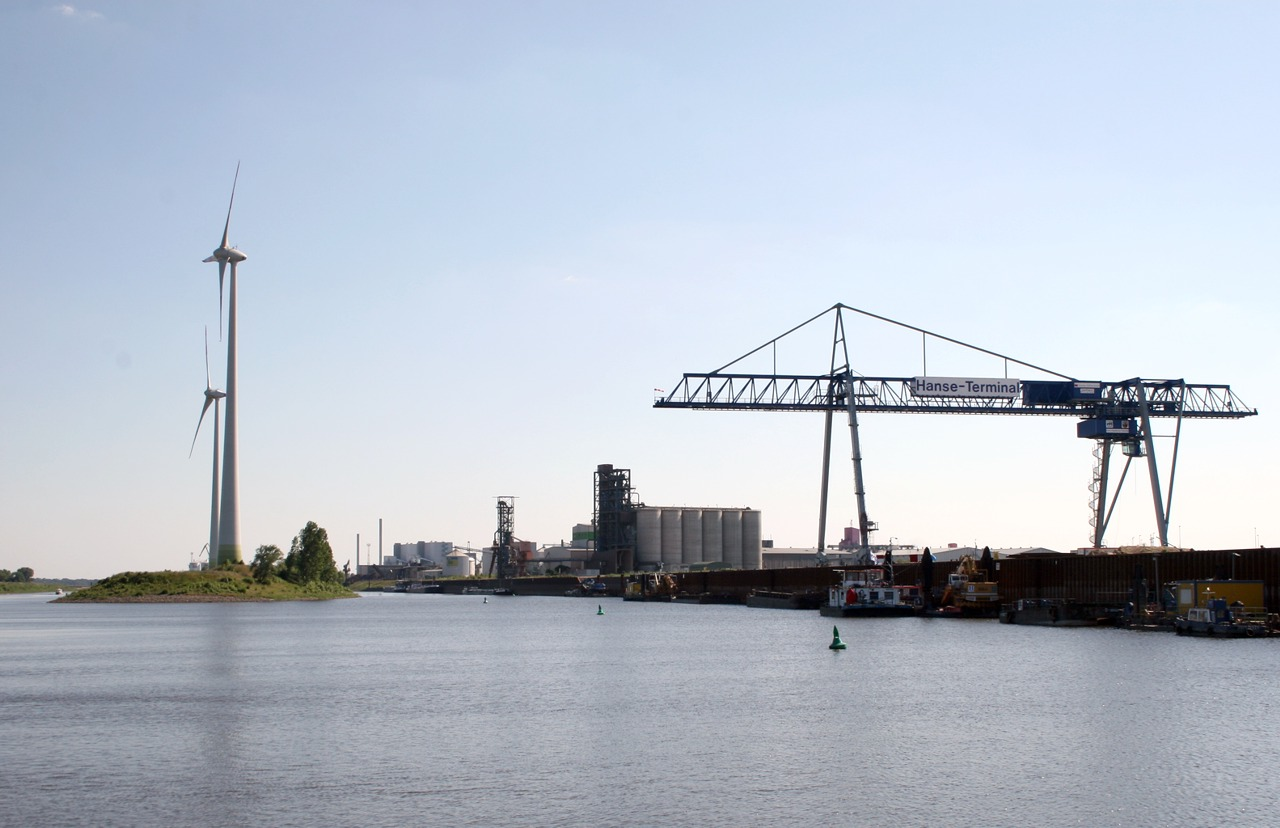
Hanse- und Kanalhafen

Der Hansehafen Magdeburg ist der nördlichste und gleichzeitig der jüngste der vier Häfen der Stadt Magdeburg.
Er befindet sich im Magdeburger Stadtteil Gewerbegebiet Nord am Abstiegskanal Rothensee und ist über diesen Kanal mit dem Mittellandkanal, dem Wasserstraßenkreuz Magdeburg und der Elbe verbunden. Im Hafengelände liegt ein Containerhafen als Teil eines Güterverkehrszentrums (GVZ). Das Hafengebiet umfasst eine Fläche von insgesamt 40 Hektar.
Mit dem Bau wurde am 19. Oktober 2004 begonnen, die Einweihung des GVZ fand 2006, die endgültige Fertigstellung 2008 statt. Die Investitionen beliefen sich auf 34,5 Millionen Euro. In einem weiteren Bauabschnitt wurden bis Dezember 2012 nochmals 4,65 Millionen Euro investiert, um mehrere Zufahrtsstraßen auszubauen und damit die Erreichbarkeit des Hafens zu verbessern.
Neben dem Container-Umschlag, etwa 15.000 Stück jährlich, liegt der Schwerpunkt des Hansehafens in der Verladung von Schwergütern, darunter auch regelmäßig von Bauteilen für Windkraftanlagen. Die Firma Enercon als bedeutender Hersteller derartiger Anlagen betreibt in unmittelbarer Nähe des Hafens eine Produktionsstätte. Seit der Erschließung des Geländes haben sich dort mehrere Unternehmen, insbesondere aus den Branchen Futtermittelherstellung und  Getreideverarbeitung sowie dem Mineralölbereich angesiedelt.
Der Name des Hafens erinnert an die Tradition Magdeburgs als Mitglied der Hanse.